# ユン・チー
ユン・チー（贠奇、Yun Qi、1995年12月7日 - ）は、中国の男性キックボクサー、総合格闘家。河南省出身。大東翔クラブ/CFP所属。

## 来歴

### キックボクシング
2016年5月7日、Glory of Heroesに参戦。元IT'S SHOWTIME 61kg MAX世界王者であるセルジオ・ヴィールセンと対戦し判定勝ち。
2016年6月24日、K-1 WORLD GP 2016 IN JAPAN ～-65kg世界最強決定トーナメント～に参戦。スーパーファイトで小宮山工介と対戦、2度のダウンを奪って判定勝ち。
2016年11月3日、K-1 WORLD GP 2016 JAPAN ～初代フェザー級王座決定トーナメント～に参戦。1回戦で神戸翔太にTKO勝ち、準決勝では武尊にTKO負け。
2017年3月3日、Krush.74に参戦。Krush -58kgタイトルマッチで小澤海斗と対戦し判定負け。
2017年7月16日、Krush.77で佐野天馬と対戦し判定負け。
2017年12月23日、Glory Of Heroesでハキム・ハメッシュと対戦し判定負け。
2018年2月3日、Glory of Heroesでスッサコーンと対戦しKO勝ち。
2018年5月26日、Glory of Heroesで山本真弘と対戦し判定勝ち。
2019年5月25日、Glory of Heroes 38: Shantouに参戦。同年4月に総合格闘技ルールで対戦して敗れたNikora Lee-Kingiとキックボクシングルールで再戦して判定勝ち。

### 総合格闘技
2019年4月16日、Glory of Heroes 37: New Zealandに参戦。総合格闘技ルールでNikora Lee-Kingiと対戦してKO負け。

## 獲得タイトル
- 2014年武林風-60㎏新人王